# Reševalni pes
Uporaba psov za iskanje in reševanje je zelo dragocena. Pse uporabljamo za sledenje, pri iskanju zasitih v ruševinah, lavinah in iskanju pogrešanih oseb.

### Zgodovina
Prvi zapisi o uporabi psa kot pomočnika pri iskanju in reševanju ljudi so znani iz leta 1707 in najdemo jih v dokumentih švicarskega samostana St. Bernard. Vsem je znano, kako so švicarski menihi s pomočjo bernardincev iskali in reševali onemogle potnike na prelazu St. Bernard.
Načrtno šolanje sanitetnih psov, kot so jih takrat imenovali, se je začelo znotraj vojske, v sanitetnih enotah. Leta 1903 je v Švici izšla knjižica o dresuri in uporabi sanitetnega psa, avtorja majorja A. Berdeza. Sanitetne pse so uporabili že v rusko-japonski vojni, kjer so psi v strelskih jarkih, med bitko poiskali ranjence in jih z glasnim laježem nakazali. Takrat so največ uporabljali Airdale terirerje.
Leta 1938 so švicarski gorski reševalci odkrili, da pes lahko da tudi v snežni plazovini odkrije ponesrečenca. Leta 1940 so začeli sistematično šolati, katerega pobudnik je bil kinolog F. Schmutz, ki je šolanje opisal tudi v knjigi (izšla je leta 1954). 
V drugi svetovni vojni so psi dokazali svoje sposobnosti, ko so na bojiščih v okolicu Stalingrada našli 200.000 ranjencev.
V Angliji so prvi začeli uporabljati pse za iskanje v ruševinah bombardiranih mest. Prešolali so sanitetne pse, največ uspehov pri šolanju pa je imel polkovnik J. Baldwin. Na žalost, iz tistih časov ni nobenih zapisov, saj je bila smrtnost vodnikov psov med napadi velika. 
Uspehi pri iskanju ponesrečenih v ruševinah, so spodbudili številne države da so, v okviru enot civilne zaščite začele šolati reševalne pse. Švicarji so v organizaciji SVKA leta 1972 izdali prva navodila za šolanje reševalnih psov.

#### Začetki v sloveniji
Prvi tečaj za šolanje reševalnih psov za iskanjev snežni plazovini je bil leta 1952 v Tamarju. Udeležili so se ga člani Milice, Gorske reševalne službe (GRS) Jesenice in Kluba ljubiteljev športnih psov. Leta 1955 so nastala nesoglasja med člani GRS in kinologi, zato je GRS do leta 1967 organizirala tečaje brez sodelovanja KZS. 
Kinološka zveza Slovenije (KZS) je prvi tečaj za šolanje reševalnih psov za iskanje v snežni plazovini samostojno priredila leta 1970 pod Stolom.
Prvi tečaj za reševalne pse za iskanje v ruševini je bil organiziran septembra leta 1977 na ruševinah podrtih hiš na trasi avtoceste Ljubljana-Vrhnika. Organizirali so ga KZS, Republiški sekretariat notranjih zadev in GRS. Povabili so vodnike s psi, ki so bili usposobljeni za iskanje v snežni plazovini. Sodelovalo je 28 vodnikov. Pokazalo se je, da je za šolanje iskanja v ruševini potrebno precej več sistematičnega dela in da je boljše, da se pse in vodnike šola za vsak namen posebej.
V letih 1979 in 1980 sta bila organizirana še dva tečaja v Podutiku v Ljubljani. Leta 1981 so že v treh kinoloških društvih (KD Celje, Krim in Ljubljana) potekali tečaji za šolanje reševalnih psov. Skupno se jih je udeležilo 29 vodnikov. V naslednjih dveh letih se jim je pridružilo še 23 vodnikov. Komisija za reševalne pse (KRP) pri KZS je organizirala tudi tri seminarje za vodje šolanja reševalnih psov. 
Leta 1983 je KRP skupaj s KD Ljubljana organizirala prvo uradno preizkušnjo reševalnih psov, ki se je je udeležilo 32 vodnikov iz 7 kinoloških društev. 17 vodnikov in psov je preizkušnjo uspešno opravilo in 12 najboljših je KRP uvrstil na posebno listo MERP (Mobilna enota reševalnih psov) za iskanje v ruševinah, ki jo je posredovala Republiškemu štabu Civilne zaščite Slovenije. 
Istega leta je bila tudi prva reševalna akcija. V hrastniškem rudniku je blato zalilo skupino rudarjev na globini 450 m. Reševalna psička Ajda vodnice Simone Volaj je, po napornem enournem spustu na mesto nesreče in po polurnem iskanju, nakazala truplo.
Leta 1984 je izšla tudi prva strokovna literatura v slovenskem jeziku ABC ... za vodnike reševalnih psov. Seminarsko gradivo je zbral, uredil in obdelal Vlado Gerbec.

## Organiziranost
V Sloveniji so vodniki reševalnih psov organizirani v dveh zvezah – Kinološki zvezi Slovenije in Zvezi društev in klubov vodnikov reševalnih psov. 
V okviru Kinološke zveze delujejo Enote reševalnih psov v okviru kinoloških društev. Trenutno so aktivni vodniki v naslednji kinoloških društvih: Bled-Lesce, Brežice, Celje, Domžale, Kamnik, Krim, Klubu ljubiteljev psov K9 Novo Mesto, Ljubljana, Obala, Naklo, Šmarna gora, Tolmin, Tržič, Zagorje in Zgornja Savinjska dolina.  V zvezi društev in klubov reševalnih psov pa delujejo: klub vodnikov reševalnih psov Kranj, društvo za reševalne pse Burja, klub vodnikov reševalnih psov Postojna, društvo za reševalne pse Maribor, društvo reševalnih psov slovenije,...
V okviru Uprave za zaščito in reševanje, ki deluje znotraj Ministrstva za obrambo, je formirana Enota za hitre intervencije (EHI). V primeru potresa in če bi se država Slovenija odločila poslati na prizadeto območje pomoč, bi v okviru EHI odpotovali tudi vodniki s psi.

## Kateri psi so primerni za reševanje
O pasmah, primernih za reševanje pravzaprav ne moremo govoriti. Primerni so vsi srednje veliki psi, ne glede na pasmo, tudi mešanci. Pomembno je, da pes ni agresiven do psov in ljudi (tudi do otrok in starejših), da ne preganja divjadi, da ga ne motijo druge živali (kokoši, mačke ...) in da je psihično stabilen. Manj primerni so zelo veliki, težki psi in zelo majhni psi, zaradi težjega gibanja po ruševini in ovirah. 

## Izpiti in preizkušnje
V Sloveniji je v veljavi Pravilnik za preverjanje znanja in usposobljenosti šolanih reševalnih psov ter vodnikov, ki vsebuje pravilnik FCI (Mednarodna kinološka zveza) in IRO (Mednarodna organizacija reševalnih psov) z dopolnitvami. Izpiti so razdeljeni v stopnje, tako sta dve stopnji izpitov iskanja v ruševini (RH L A in RH L B) in iskanja pogrešanih oseb (RH FL A in RH FL B), dve stopnji iskanja zasutih v snežni plazovini (RH L A in RH L B) ter dve stopnji iskanja po sledi (RH F A in RH F B).
Izpiti vseh stopenj so sestavljeni iz vaj poslušnosti in premagovanja ovir ter iskanja oz. sledenja. Poslušnost s premagovanjem ovir je pri vseh izpitih enaka. Nekoliko drugačen je program pri iskanju v snežni plazovini, tu mora pes, poleg usmerjanja na daljavo ki je tudi pri ostalih izpitih, znati hoditi za vodnikom po gazi, se pustiti dvigniti na transportno sredstvo in povsem mirno prenesti transport s helikopterjem, žičnico, ratrakom, … Vaje poslušnosti s premagovanje ovir pri ostalih izpitih pa vsebuje še naslednje vaje – prehod preko nestabilne deske na sodih, vodoravno lestev, plazenje skozi ohlapni tunel, prehod čez neprijetni material in prenos in predajo psa.  zajemajo prosto vodljivost, vajo sedi z odpoklicem, ustavljanje v prostor/stoj ter nato odpoklic, aport in odlaganje z motenjem. Iskanje poteka v ruševinah – deloma porušenih stavbah ali posebej zato prirejenem vadišču, v naravi (večinoma v gozdu) in v snežni plazovini.
Vse preizkušnje  vodnika in psa se vpisujejo v posebno knjižico – Delovno knjižico reševalnega psa.

## IRO
IRO je mednarodna organizacija reševalnih psov, ki je bila ustanovljena leta 1993 na Švedskem. Združuje enote in organizacije reševalnih psov iz celega sveta, trenutno ima 89 članic. Od leta 1995 IRO vsako leto organizira svetovno prvenstvo reševalnih psov. 
»Einsatztest« oz “Mission readiness Test” je test usposobljenosti vodnika in psa za uvrstitev v enoto IRO. V letu 2003 je v Ljubljani potekal prvi preizkus usposobljenosti vodnikov in psov za uvrstitev v enoto organizacije IRO. V enoto IRO se je do sedaj uvrstilo  31 vodnikov iz cele Slovenije.

### Reševalne akcije v tujini
Kolizej 
Leta 1995 se je zrušil del zgradbe Kolizej v Ljubljani. Takoj so poklicali tudi vodnike reševalnih psov. V reševalni akciji, ki je trajala celo noč, so psi nakazali vse tri zasute osebe.
Log pod Mangartom
Leta 2000 so reševalni psi sodelovali pri iskanju pogrešane osebe po uničujočem plazu. Psi so nakazali osebo, ki je bila zasuta pod 6 meterskim nanosom mulja, dreves in ostankov hiš. 
Rudnik Hrastnik
V Rudniku Hrastnik je aprila leta 2001 prišlo do nesreče, v kateri je zasulo rudarje. Ravno v tem času je potekala tudi preizkušnja reševalnih psov v Zagorju. Prosili so nas, da bi s psi preiskali del rova, ki ga je zasulo. Psi so na globini 382 m, kljub skoraj nemogočemu gibanju po mulju, nakazali kje so trupla treh pogrešanih rudarjev.
Iskalne akcije pogrešanih oseb v Sloveniji
Prva iskalna akcija je bila leta 1991, ko so vodniki reševalnih psov sodelovali pri iskanju slikarja Schare v Bohinju. 
Od takrat število iskalnih akcij vsako leto narašča. Leta 1994 je bila ena akcija, leta 2004, pa 18. Največ akcij je bilo leta 2000, kar 24, dve na mesec.  lni pari so sodelovali:
- Egipt: leta 1992 je 5 slovenskih vodnikov sodelovalo pri iskanju ponesrečenih v potresu, ki je prizadel Kairo.
- Turčija: v Turčiji leta 1999, so slovenski vodniki dvakrat sodelovali pri iskanju zasutih po katastrofalnem potresu.
- Alžirija: leta 2003 so se štirje vodniki iz Slovenije pridružili mednarodni enoti IRO, ki je posredovala po potresu v Alžiriji

- Sumatra: leta 2009, sodelovalo deset vodnikov reševalnih psov.

Reševalne akcije v sloveniji
Kolizej
Leta 1995 se je zrušil del zgradbe Kolizej v Ljubljani. Takoj so poklicali tudi vodnike reševalnih psov. V reševalni akciji, ki je trajala celo noč, so psi nakazali vse tri zasute osebe
Log pod Mangartom
Leta 2000 so reševalni psi sodelovali pri iskanju pogrešane osebe po uničujočem plazu. Psi so nakazali osebo, ki je bila zasuta pod 6 meterskim nanosom mulja, dreves in ostankov hiš. 
Rudnik Hrastnik
og pod Mangartom
Leta 2000 so reševalni psi sodelovali pri iskanju pogrešane osebe po uničujočem plazu. Psi so nakazali osebo, ki je bila zasuta pod 6 meterskim nanosom mulja, dreves in ostankov hiš. 
Iskalne akcije pogrešanih oseb v Sloveniji
Prva iskalna akcija je bila leta 1991, ko so vodniki reševalnih psov sodelovali pri iskanju slikarja Schare v Bohinju. 
Od takrat število iskalnih akcij vsako leto narašča.
Iskalne akcije potekajo v veliki večini, kot iskanje pogrešanih oseb v gozdu, le te v vseh primerih skliče Policija.

## VIRI
Vldao Gerbec, 2000: ABC reševalnega psa.
Sebastian Mohorič, 2014: Iskalne akcije pod vodstvom policije, uporaba reševalnih psov za iskanje pogrešanih oseb, diplomsko delo visokošolskega strokovnega študija Varnost in policijsko delo